# Grand Prix moto de République tchèque 2004
Le Grand Prix moto de République tchèque 2004 est le dixième rendez-vous de la saison du championnat du monde de vitesse moto 2004. Il s'est déroulé sur le circuit de Masaryk du 20 au 22 août 2004. C'est la 12e édition du Grand Prix moto de République tchèque.

## Classement final MotoGP
| Pos. | Pilote            | Constructeur | Temps/Écart     | Grille | Points |
| ---- | ----------------- | ------------ | --------------- | ------ | ------ |
| 1    | Sete Gibernau     | Honda        | 44 min 03 s 480 | 1      | 25     |
| 2    | Valentino Rossi   | Yamaha       | +3 s 514        | 3      | 20     |
| 3    | Max Biaggi        | Honda        | +4 s 330        | 8      | 16     |
| 4    | Makoto Tamada     | Honda        | +16 s 257       | 17     | 13     |
| 5    | Loris Capirossi   | Ducati       | +17 s 930       | 9      | 11     |
| 6    | Carlos Checa      | Yamaha       | +21 s 181       | 6      | 10     |
| 7    | Colin Edwards     | Honda        | +22 s 471       | 5      | 9      |
| 8    | Norifumi Abe      | Yamaha       | +31 s 079       | 13     | 8      |
| 9    | Marco Melandri    | Yamaha       | +31 s 158       | 11     | 7      |
| 10   | Kenny Roberts Jr  | Suzuki       | +31 s 625       | 16     | 6      |
| 11   | Neil Hodgson      | Ducati       | +34 s 094       | 12     | 5      |
| 12   | Shinya Nakano     | Kawasaki     | +54 s 124       | 25     | 4      |
| 13   | Alex Hofmann      | Kawasaki     | +54 s 288       | 26     | 3      |
| 14   | Jeremy McWilliams | Aprilia      | +57 s 471       | 15     | 2      |
| 15   | Nobuatsu Aoki     | Proton       | +1 min 18 s 515 | 22     | 1      |
| 16   | Andrew Pitt       | Moriwaki     | +1 min 18 s 691 | 20     |        |
| 17   | Michel Fabrizio   | Harris WCM   | +1 min 53 s 138 | 18     |        |
| Abd. | James Ellison     | Harris WCM   | Abandon         | 24     |        |
| Abd. | Troy Bayliss      | Ducati       | Abandon         | 4      |        |
| Abd. | Ruben Xaus        | Ducati       | Abandon         | 10     |        |
| Abd. | Nicky Hayden      | Honda        | Abandon         | 7      |        |
| Abd. | Alex Barros       | Honda        | Abandon         | 2      |        |
| Abd. | John Hopkins      | Suzuki       | Abandon         | 21     |        |
| Abd. | Gregorio Lavilla  | Suzuki       | Abandon         | 23     |        |

## Classement final 250 cm3
| Pos  | Pilote           | Constructeur | Temps/Écarts    | Grille | Points |
| ---- | ---------------- | ------------ | --------------- | ------ | ------ |
| 1    | Sebastian Porto  | Aprilia      | 42 min 03 s 061 | 1      | 25     |
| 2    | Randy de Puniet  | Aprilia      | +4 s 309        | 11     | 20     |
| 3    | Daniel Pedrosa   | Honda        | +10 s 919       | 13     | 16     |
| 4    | Anthony West     | Aprilia      | +13 s 792       | 12     | 13     |
| 5    | Toni Elías       | Honda        | +14 s 132       | 7      | 11     |
| 6    | Roberto Rolfo    | Honda        | +21 s 170       | 5      | 10     |
| 7    | Hiroshi Aoyama   | Honda        | +22 s 040       | 8      | 9      |
| 8    | Chaz Davies      | Aprilia      | +33 s 426       | 19     | 8      |
| 9    | Manuel Poggiali  | Aprilia      | +48 s 326       | 17     | 7      |
| 10   | Héctor Faubel    | Aprilia      | +1 min 03 s 461 | 25     | 6      |
| 11   | Dirk Heidolf     | Aprilia      | +1 min 03 s 800 | 23     | 5      |
| 12   | Hugo Marchand    | Aprilia      | +1 min 04 s 132 | 22     | 4      |
| 13   | Grégory Leblanc  | Aprilia      | +1 min 04 s 630 | 27     | 3      |
| 14   | Jakub Smrž       | Honda        | +1 min 10 s 960 | 16     | 2      |
| 15   | Joan Olive       | Aprilia      | +1 min 11 s 432 | 26     | 1      |
| 16   | Naoki Matsudo    | Yamaha       | +1 min 23 s 168 | 10     |        |
| 17   | Johann Stigefelt | Aprilia      | +1 min 24 s 665 | 18     |        |
| 18   | Radomil Rous     | Aprilia      | +1 min 33 s 030 | 24     |        |
| 19   | Henk vd Lagemaat | Aprilia      | +1 tour         | 30     |        |
| Abd. | Klaus Nohles     | Aprilia      | Abandon         | 28     |        |
| Abd. | Alex De Angelis  | Aprilia      | Abandon         | 3      |        |
| Abd. | Taro Sekiguchi   | Yamaha       | Abandon         | 31     |        |
| Abd. | Sylvain Guintoli | Aprilia      | Abandon         | 4      |        |
| Abd. | Gabor Talmacsi   | Yamaha       | Abandon         | 29     |        |
| Abd. | Alex Baldolini   | Aprilia      | Abandon         | 15     |        |
| Abd. | Fonsi Nieto      | Aprilia      | Abandon         | 2      |        |
| Abd. | Éric Bataille    | Honda        | Abandon         | 20     |        |
| Abd. | Erwan Nigon      | Yamaha       | Abandon         | 21     |        |
| Abd. | Arnaud Vincent   | Aprilia      | Abandon         | 9      |        |
| Abd. | Valerio Anghetti | Aprilia      | Abandon         | 32     |        |
| Abd. | Alex Debón       | Honda        | Abandon         | 14     |        |
| Abd. | Franco Battaini  | Aprilia      | Abandon         | 6      |        |

## Classement final 125 cm3
| Pos  | Pilote            | Constructeur | Temps/Écart     | Grille | Points |
| ---- | ----------------- | ------------ | --------------- | ------ | ------ |
| 1    | Jorge Lorenzo     | Derbi        | 41 min 19 s 475 | 4      | 25     |
| 2    | Andrea Dovizioso  | Honda        | +0 s 036        | 2      | 20     |
| 3    | Roberto Locatelli | Aprilia      | +0 s 146        | 25     | 16     |
| 4    | Pablo Nieto       | Aprilia      | +0 s 186        | 26     | 13     |
| 5    | Gino Borsoi       | Aprilia      | +1 s 105        | 10     | 11     |
| 6    | Steve Jenkner     | Aprilia      | +1 s 197        | 13     | 10     |
| 7    | Héctor Barberá    | Aprilia      | +1 s 579        | 24     | 9      |
| 8    | Mirko Giansanti   | Aprilia      | +1 s 587        | 14     | 8      |
| 9    | Simone Corsi      | Honda        | +12 s 488       | 7      | 7      |
| 10   | Julián Simón      | Aprilia      | +12 s 523       | 3      | 6      |
| 11   | Robbin Harms      | Honda        | +15 s 947       | 12     | 5      |
| 12   | Andrea Ballerini  | Aprilia      | +16 s 087       | 11     | 4      |
| 13   | Álvaro Bautista   | Aprilia      | +16 s 186       | 16     | 3      |
| 14   | Mattia Pasini     | Aprilia      | +25 s 084       | 23     | 2      |
| 15   | Fabrizio Lai      | Gilera       | +28 s 271       | 19     | 1      |
| 16   | Michael Ranseder  | KTM          | +28 s 329       | 18     |        |
| 17   | Stefano Perugini  | Gilera       | +33 s 895       | 31     |        |
| 18   | Thomas Lüthi      | Honda        | +37 s 754       | 21     |        |
| 19   | Marco Simoncelli  | Aprilia      | +44 s 541       | 1      |        |
| 20   | Dario Giuseppetti | Honda        | +46 s 827       | 33     |        |
| 21   | Lorenzo Zanetti   | Honda        | +55 s 405       | 8      |        |
| 22   | Tomoyoshi Koyama  | Yamaha       | +55 s 445       | 15     |        |
| 23   | Vesa Kallio       | Aprilia      | +55 s 658       | 38     |        |
| 24   | Mike Di Meglio    | Aprilia      | +59 s 020       | 27     |        |
| 25   | Georg Frohlich    | Honda        | +1 min 24 s 084 | 36     |        |
| 26   | Raymond Schouten  | Honda        | +1 min 53 s 072 | 35     |        |
| 27   | Patrik Vostarek   | Honda        | +2 min 14 s 214 | 34     |        |
| 28   | Marketa Janakova  | Honda        | +1 tour         | 32     |        |
| Abd. | Sergio Gadea      | Aprilia      | Abandon         | 20     |        |
| Abd. | Jordi Carchano    | Aprilia      | Abandon         | 29     |        |
| Abd. | Vaclav Bittman    | Honda        | Abandon         | 30     |        |
| Abd. | Lukas Pesek       | Honda        | Abandon         | 9      |        |
| Abd. | Imre Tóth         | Aprilia      | Abandon         | 22     |        |
| Abd. | Gabor Talmacsi    | Malaguti     | Abandon         | 5      |        |
| Abd. | Mika Kallio       | KTM          | Abandon         | 17     |        |
| Abd. | Manuel Manna      | Malaguti     | Abandon         | 37     |        |
| Abd. | Casey Stoner      | KTM          | Abandon         | 6      |        |
| Abd. | Gioele Pellino    | Aprilia      | Abandon         | 28     |        |
| Abd. | Ángel Rodríguez   | Derbi        | Abandon         | 39     |        |